# Harry Pilcer
Harry Pilcer (New York, 29 avril 1885 - Cannes, 14 janvier 1961), est un danseur moderne américain qui a fait carrière aux Etats-Unis, en France et en Europe dans la première moitié du XXème siècle.
Il est principalement connu pour son association avec Gaby Deslys avec qui il introduit au Casino de Paris en décembre 1917 la revue à grand spectacle et le Music-Hall moderne ainsi qu'ensuite la danse sur une musique de jazz avec Jenny Golder en 1926 le Black Bottom.
Il reçoit la décoration de Chevalier des Palmes académiques, le 14 décembre 1931, qui lui est remise par Oscar Dufrenne, sur la scène du Casino de Paris en présence du public.